# Морозова (Одесская область)
Морозова (укр. Морозова) — село, относится к Николаевскому району Одесской области Украины.
Население по переписи 2001 года составляло 51 человек. Почтовый индекс — 67010. Телефонный код — 8-04857. Занимает площадь 0,46 км². Код КОАТУУ — 5123580405.

## Местный совет
67010, Одесская обл., Николаевский р-н, с. Алексеевка, ул. Ленина